# الشعفوليه (جازان)
قرية الشعفوليه، أحد قرى منطقة جازان وهي قرية سكنية تابعة لبلدية محافظة أحد المسارحة جنوب غرب المملكة العربية السعودية ،تبعد 10 كم غرب مدينة أحد المسارحة.

## وصلات خارجية
- بلدية محافظة أبو عريش
- حصر الخدمات بالمدن والقرى بمنطقة جازان
- دليل الخدمات بمنطقة جازان